# Ludwik Hohenegger
Ludwik Hohenegger, właśc. Ludwig Hohenegger (ur. 21 lutego 1807 r. w Memmingen, zm. 25 sierpnia 1864 r. w Cieszynie) – inżynier i geolog pochodzący z Bawarii. 

## Życiorys
Po ukończeniu studiów prawniczych i ekonomicznych w Monachium studiował jeszcze w latach 1829–1831 w Akademii Górniczo-Hutniczej we Freibergu.
Po studiach podjął pracę w zakładzie hutniczym księcia Salma w Blansku na Morawach, gdzie szybko uzyskał stanowisko kierownika wysokich pieców. Niezadowolony z oporu właścicieli hut przed wprowadzaniem innowacji technicznych (które, zanim przyniosły zyski, wymagały sporych nakładów finansowych) przeniósł się do Westfalii, a następnie do Wolfsbergu w Karyntii, gdzie w 1837 r. został kierownikiem tamtejszych hut.
W 1839 r. objął stanowisko dyrektora zakładów górniczo-hutniczych Komory Cieszyńskiej, które piastował aż do śmierci. Zainicjował szeroko zakrojone prace geologiczne na Śląsku Cieszyńskim w poszukiwaniu rud żelaza i węgla. Był twórcą nowoczesnego górnictwa węglowego w Zagłębiu Ostrawsko-Karwińskim oraz inicjatorem rozwoju hut m.in. w Baszce, Ustroniu, Trzyńcu i Węgierskiej Górce. Rozpoczął od modernizacji istniejących zakładów hutniczych, walnie przyczyniając się do budowy bardziej wydajnych wysokich pieców nowszej generacji (służących do wytopu surówki żelaza) a także wprowadzeniu pieców pudlarskich do wytopu stali (Liskowiec, Ustroń), a później nawet tzw. gruszek Bessemera, pozwalających uzyskać stal z surówki w ciągu kilkudziesięciu minut. Dzięki odkryciu nowych złóż węgla i rudy żelaznej w znacznym stopniu uniezależnił zakłady Komory Cieszyńskiej od dostaw surowców od innych właścicieli. W tym celu pozyskał dla Komory obszar węglowy w Pietwałdzie i kopalnię „Gabriela” w Karwinie (1862). Zabiegał o budowę linii kolejowej łączącej kopalnie z hutami, uruchomionej w końcu w 1872 r. jako kolej bogumińsko-koszycka.
Odczuwając brak fachowych sił roboczych w 1846 r. założył w Cieszynie pierwszą wieczorową szkołę zawodową, kształcącą średnią kadrę techniczną, w której uczono mineralogii, geologii oraz zasad górnictwa i hutnictwa. Przy szkole funkcjonowała biblioteka z bogatym zbiorem kopalin.
Uważany jest za pioniera stratygrafii fliszu karpackiego: dzięki jego badaniom uzyskano pierwsze ścisłe informacje na temat budowy geologicznej Beskidu Śląskiego i Morawsko-Śląskiego. Był autorem pierwszej szczegółowej mapy geologicznej Księstwa Cieszyńskiego: wydanej w 1861 r. w Gocie Geologische Karte der Nordkarpathen in Schlesien. Wśród poszczególnych ogniw fliszu karpackiego wyróżnił m.in. frydeckie margle bakulitowe, łupki cieszyńskie, łupki wierzowskie, piaskowce godulskie, piaskowce grodziskie oraz piaskowce istebniańskie. Jako pierwszy wyróżnił też i opisał występujący na tym terenie minerał cieszynit.
Hohenegger spoczął w Cieszynie, na nieistniejącym już dziś cmentarzu przy kościele św. Trójcy. Na jego mogile ustawiono żeliwny nagrobek wykonany przez Josefa Gawrona z huty w Trzyńcu.
W paleontologii jego nazwisko upamiętnia szereg skamieniałości: Cnemidiastrum Hoheneggeri Zittel, Cerithium Hoheneggeri Zittel, Frenelopsis hoheneggeri Schenk, Hamites hoheneggeri Uhlig, Hoplites hoheneggeri Uhlig, Nerinea hoheneggeri Peters, Rhizocedroxylon Hoheneggeri Felix, Rissoina hoheneggeri Ascher i Rhynchnella hoheneggeri Suess.